# Паес, Бруну
Бруну Битенкур Паес (порт. Bruno Bitencourt Paes, род. 24 июня 1993, Нитерой, Рио-де-Жанейро) — бразильский хоккеист (хоккей на траве), полевой игрок. Участник летних Олимпийских игр 2016 года.

## Биография
Лукас Пайшану родился 24 июня 1993 года в бразильском городе Нитерой.
Играл в хоккей на траве за «Флорианополис».
В 2012 году в составе молодёжной сборной Бразилии занял 9-е место на Панамериканском чемпионате в Гвадалахаре.
В 2013 году в составе сборной Бразилии занял 7-е место на Панамериканском чемпионате в Торонто, забил 1 мяч.
В 2014 году в составе сборной Бразилии занял 4-е место в хоккейном турнире Южноамериканских игр в Сантьяго, забил 1 мяч.
В 2015 году в составе сборной Бразилии занял 4-е место в хоккейном турнире Панамериканских игр в Торонто, забил 3 мяча.
В 2016 году вошёл в состав сборной Бразилии по хоккею на траве на летних Олимпийских играх в Рио-де-Жанейро, занявшей 12-е место. Играл в поле, провёл 5 матчей, мячей не забивал.
В 2018 году в составе сборной Бразилии занял 4-е место в хоккейном турнире Южноамериканских игр в Кочабамбе, мячей не забивал.